# Чепіга білоголова
Чепіга білоголова (Colius leucocephalus) — вид птахів родини чепігових (Coliidae).

## Поширення
Вид мешкає в південно-східній Ефіопії, південній частині Сомалі, східній Кенії та північно-східній Танзанії. Селиться в заростях чагарників, у напівпосушливих районах та поблизу водойм.

## Опис
Птах невеликих розмірів з довгим хвостом, загальна довжина складає 29-31 см, з яких 20 см припадає на хвіст. Вага тіла — 31-42 г у самців і 28-39 г у самок. Верх голови кремово-білого кольору. На маківці чубчик. Тулуб і хвіст сірого кольору, низ черевця — бежевий. Лапи червоні.